# Sonja Nef
Sonja Nef (ur. 19 kwietnia 1972 w Heiden) – szwajcarska narciarka alpejska, brązowa medalistka olimpijska, mistrzyni świata oraz dwukrotna zdobywczyni Małej Kryształowej Kuli Pucharu Świata.

## Kariera
W zawodach Pucharu Świata Sonja Nef zadebiutowała 20 marca 1993 roku w Vemdalen, zajmując 22. miejsce w gigancie. Tym samym już w swoim debiucie zdobyła pierwsze pucharowe punkty. Pierwsze miejsce na podium wywalczyła 6 stycznia 1996 roku w Mariborze, gdzie była druga w gigancie. W zawodach tych rozdzieliła na podium dwie Niemki: Katję Seizinger i Martinę Ertl. W kolejnych latach wielokrotnie stawała na podium, odnosząc przy tym piętnaście zwycięstw. Dwukrotnie triumfowała w slalomie: 26 stycznia 1996 roku w Sestriere i 10 marca 2001 roku w Åre. Ponadto trzynaście razy była najlepsza w gigancie: 31 października 1999 roku w Tignes, 17 lutego w Åre, 11 marca w Sestriere, 16 listopada w Park City, 19 grudnia w Sestriere, 30 grudnia 2000 roku w Semmering, 6 stycznia w Mariborze, 21 stycznia w Cortina d’Ampezzo, 11 marca w Åre, 16 grudnia 2001 roku w Val d’Isère, 4 stycznia 2002 roku w Mariborze, 9 marca 2002 roku we Flachau oraz 4 stycznia 2003 roku w Bormio. Ostatni raz w najlepszej trójce zawodów tego cyklu znalazła się 29 listopada 2003 roku w Park City, zajmując drugie miejsce w slalomie.
Najlepsze wyniki osiągnęła w sezonie 2001/2002, który ukończyła na trzeciej pozycji, ulegając tylko Austriaczkom: Michaeli Dorfmeister i Renate Götschl. Szwajcarka dwukrotnie zwyciężała w klasyfikacji końcowej giganta, zdobywając Małą Kryształową Kulę w sezonach 2000/2001 i 2001/2002. W tej samej konkurencji była druga w sezonie 1999/2000, a w sezonie 2000/2001 drugie miejsce zajęła także w klasyfikacji slalomu. Najwięcej punktów, 1060, zgromadziła w sezonie 2000/2001, jednak w klasyfikacji generalnej była wtedy czwarta.
W lutym 1996 roku wystartowała w gigancie i slalomie na mistrzostwach świata w Sierra Nevada, jednak obu konkurencji nie ukończyła. Wystąpiła także na pięciu kolejnych edycjach tej imprezy, największy sukces osiągając podczas mistrzostw świata w St. Anton w 2001 roku, gdzie zwyciężyła w gigancie. Wyprzedziła tam Włoszkę Karen Putzer o 1,10 sekundy oraz Szwedkę Anję Pärson o 1,51 sekundy. Na tych samych mistrzostwach zajęła także siódme miejsce w slalomie. Była też między innymi szósta w slalomie i ósma w gigancie na rozgrywanych dwa lata później mistrzostwach świata w Sankt Moritz oraz ósma w gigancie podczas mistrzostw świata w Sestriere w 1997 roku.
Brała również udział w rozgrywanych w 1998 roku igrzyskach olimpijskich w Nagano, jednak udział w obu konkurencjach technicznych zakończyła w pierwszych przejazdach. Podczas rozgrywanych cztery lata później igrzysk olimpijskich w Salt Lake City Nef zdobyła brązowy medal w gigancie. Po pierwszym przejeździe zajmowała szóste miejsce, tracąc do prowadzącej Janicy Kostelić z Chorwacji 0,94 sekundy. W drugim przejeździe uzyskała trzeci wynik, co dało jej trzeci łączny czas i miejsce na najniższym stopniu podium. Ostatecznie straciła 1,66 sekundy do Kostelić i 0,34 sekundy do drugiej na mecie Pärson. Dwa dni wcześniej wystartowała także w slalomie, w którym po pierwszym przejeździe była szósta. W drugim przejeździe Szwajcarka wypadła z trasy i ostatecznie nie była klasyfikowana.
Wielokrotnie zdobywała medale mistrzostw Szwajcarii, w tym siedem złotych: w slalomie w latach 2000, 2001 i 2004 oraz gigancie w latach 1993, 2000, 2001 i 2002. W 2001 roku została wybrana sportsmenką roku w Szwajcarii. W lutym 2006 roku ogłosiła zakończenie kariery. Przyczyną tej decyzji były kłopoty z biodrem oraz przewlekła kontuzja kolana.
W 2011 roku wyszła za mąż za Hansa Flatschera, z którym ma trójkę dzieci.

## Osiągnięcia

### Igrzyska olimpijskie
| Miejsce | Dzień     | Rok  | Miejscowość    | Konkurencja | Czas biegu | Strata | Zwyciężczyni       |
| ------- | --------- | ---- | -------------- | ----------- | ---------- | ------ | ------------------ |
| DNF1    | 19 lutego | 1998 | Nagano         | Slalom      | 1:32,40    | -      | Hilde Gerg         |
| DNF1    | 20 lutego | 1998 | Nagano         | Gigant      | 2:50,59    | -      | Deborah Compagnoni |
| DNF2    | 20 lutego | 2002 | Salt Lake City | Slalom      | 1:46,10    | -      | Janica Kostelić    |
| 3.      | 22 lutego | 2002 | Salt Lake City | Gigant      | 2:30,01    | +1,66  | Janica Kostelić    |

### Mistrzostwa świata
| Miejsce | Dzień     | Rok  | Miejscowość   | Konkurencja | Czas biegu | Strata | Zwyciężczyni          |
| ------- | --------- | ---- | ------------- | ----------- | ---------- | ------ | --------------------- |
| DNF2    | 22 lutego | 1996 | Sierra Nevada | Gigant      | 2:10,74    | -      | Deborah Compagnoni    |
| DNF1    | 24 lutego | 1996 | Sierra Nevada | Slalom      | 1:31,46    | -      | Pernilla Wiberg       |
| DNF1    | 5 lutego  | 1997 | Sestriere     | Slalom      | 1:43,88    | -      | Deborah Compagnoni    |
| 8.      | 9 lutego  | 1997 | Sestriere     | Gigant      | 2:39,19    | +2,45  | Deborah Compagnoni    |
| 11.     | 11 lutego | 1999 | Vail          | Gigant      | 2:08,54    | +1,79  | Alexandra Meissnitzer |
| DNF2    | 13 lutego | 1999 | Vail          | Slalom      | 1:33,97    | -      | Zali Steggall         |
| 7.      | 7 lutego  | 2001 | St. Anton     | Slalom      | 1:32,95    | +2,24  | Anja Pärson           |
| 1.      | 9 lutego  | 2001 | St. Anton     | Gigant      | 2:19,01    | -      | -                     |
| 8.      | 13 lutego | 2003 | Sankt Moritz  | Gigant      | 2:30,97    | +2,31  | Anja Pärson           |
| 6.      | 15 lutego | 2003 | Sankt Moritz  | Slalom      | 1:39,55    | +1,51  | Janica Kostelić       |
| DNF2    | 8 lutego  | 2005 | Bormio        | Gigant      | 2:13,63    | -      | Anja Pärson           |
| DNF1    | 11 lutego | 2005 | Bormio        | Slalom      | 1:47,98    | -      | Janica Kostelić       |

### Puchar Świata

#### Miejsca w klasyfikacji generalnej
- sezon 1992/1993: 120.
- sezon 1993/1994: 106.
- sezon 1994/1995: 48.
- sezon 1995/1996: 15.
- sezon 1996/1997: 23.
- sezon 1997/1998: 16.
- sezon 1998/1999: 15.
- sezon 1999/2000: 6.
- sezon 2000/2001: 4.
- sezon 2001/2002: 3.
- sezon 2002/2003: 13.
- sezon 2003/2004: 29.
- sezon 2004/2005: 24.
- sezon 2005/2006: 82.

#### Zwycięstwa w zawodach Pucharu Świata
1. Sestriere – 26 stycznia 1996 (slalom)
2. Tignes – 31 października 1999 (gigant)
3. Åre – 17 lutego 2000 (gigant)
4. Sestriere – 11 marca 2000 (gigant)
5. Park City – 16 listopada 2000 (gigant)
6. Sestriere – 19 grudnia 2000 (gigant)
7. Semmering – 30 grudnia 2000 (gigant)
8. Maribor – 6 stycznia 2001 (gigant)
9. Cortina d’Ampezzo – 21 stycznia 2001 (gigant)
10. Åre – 10 marca 2001 (slalom)
11. Åre – 11 marca 2001 (gigant)
12. Val d’Isère – 16 grudnia 2001 (gigant)
13. Maribor – 4 stycznia 2002 (gigant)
14. Flachau – 9 marca 2002 (gigant)
15. Bormio – 4 stycznia 2003 (gigant)

15 zwycięstw (13 gigantów i 2 slalomy)

#### Pozostałe miejsca na podium
1. Maribor – 6 stycznia 1996 (gigant) – 2. miejsce
2. Cortina d’Ampezzo – 26 stycznia 1997 (gigant) – 3. miejsce
3. Åre – 28 stycznia 1998 (gigant) – 2. miejsce
4. Maribor – 2 stycznia 1999 (gigant) – 2. miejsce
5. Åre – 24 lutego 1999 (gigant) – 3. miejsce
6. Maribor – 5 stycznia 2000 (gigant) – 2. miejsce
7. Sestriere – 9 grudnia 2000 (gigant) – 3. miejsce
8. Semmering – 28 grudnia 2000 (slalom) – 2. miejsce
9. Ofterschwang – 26 stycznia 2001 (slalom) – 3. miejsce
10. Sölden – 27 października 2001 (gigant) – 2. miejsce
11. Copper Mountain – 21 listopada 2001 (gigant) – 3. miejsce
12. Sestriere – 9 grudnia 2001 (slalom) – 3. miejsce
13. Maribor – 6 stycznia 2002 (slalom) – 3. miejsce
14. Saalbach-Hinterglemm – 13 stycznia 2002 (slalom) – 2. miejsce
15. Åre – 31 stycznia 2002 (gigant) – 3. miejsce
16. Val d’Isère – 12 grudnia 2002 (gigant) – 2. miejsce
17. Park City – 29 listopada 2003 (slalom) – 2. miejsce